# Hussein Sharafeddine
Hussein Sharafeddine (Baalbek, 13 de octubre de 1997) es un futbolista libanés que juega en la demarcación de defensa para el Safa SC de la Primera División del Líbano.

## Selección nacional
Tras jugar en las categorías inferiores de la selección, finalmente hizo su debut con la selección de Líbano el 26 de marzo de 2024 en un encuentro de clasificación para la Copa Mundial de Fútbol de 2026 contra Australia que finalizó con un resultado de 5-0 a favor del combinado australiano tras los goles de John Iredale, Kusini Yengi, un doblete de Craig Goodwin y un autogol de Bassel Jradi.

## Clubes
| Club                      | País    | Año       | Partidos | Goles |
| ------------------------- | ------- | --------- | -------- | ----- |
| Nejmeh SC                 | Líbano  | 2016-2019 | 23       | 0     |
| Safa SC (cedido)          | Líbano  | 2019-2020 | 3        | 0     |
| Sevan FC (cedido)         | Armenia | 2020      | 7        | 0     |
| Naft Al-Basra SC (cedido) | Irak    | 2021      | 5        | 0     |
| Safa SC                   | Líbano  | 2021-     | 43       | 1     |